# G・L・ピーリス
ガミニ・ラクシュマン・ピーリス（シンハラ語: ගාමීණි ලක්ෂ්මණ් පීරිස්, 英語: Gamini Lakshman Peiris, 1946年8月13日 - ）は、スリランカの法学者、政治家。同国外相を2度務めた（2010年-2015年、2021年-2022年）ほか、教育相の経験もある。スリランカ人民戦線所属。

## 生い立ち・学歴
父親のグランヴィル・ピーリスは外交官で、セイロン大使として西ドイツやミャンマーへ赴任した。叔父のバーナード・ピーリスも政治家であった。ガミニ自身はセイロン大学コロンボ校法学部へ進学し、卒業後はローズ奨学制度を利用してオックスフォード大学ニュー・カレッジの博士課程へと進学した。同カレッジでPhDを取得したのち、1974年にはコロンボ大学大学院から2つ目のPhDを取得している。

## 学者として
セイロン大学の教員となったピーリスはその後法学部教授となり、学部長も務めた。さらに、コロンボ大学の第2代副学長に就任した。1988年から94年まで副学長を務めたあと、政治家に転身した。

## 政治家として
1994年、ピーリスは人民連合（PA）の全国比例区選出として国会議員になった。当時の首相のチャンドリカ・クマーラトゥンガは、親しかったピーリスを法務・憲法問題大臣兼財務副大臣に指名した。大臣就任直後に担当していた政策は貿易分野であったが、内閣改造後は民族問題・国民統合も加えて担当することになった。法務大臣としても30以上の法案を提出し、時代に即した革新的な法律を制定した。
2001年、クマーラトゥンガ率いる人民連合が敗れたことに伴ってピーリスも下野した。
人民連合を脱退したピーリスは、対抗政党の統一国民党（UNP）が率いる与党統一国民戦線（UNF）に入った。
UNP総裁で当時首相を務めていたラニル・ウィクラマシンハは当時内戦状態にあった反政府組織タミル・イーラム解放のトラ（LTTE）との和平交渉をピーリスに委ねた。
2021年8月16日の内閣改造で外務大臣のディネーシュ・グナワルダナと役職を交換し、ピーリスが再び外務大臣に就任した。2022年7月22日に退任。